# Джарбидж (река)
Джарбидж (англ. Jarbidge River; в верховье — Уэст-Форк, англ. West Fork) — высокогорная река в округах Элко (штат Невада, США) и Овайхи (штат Айдахо, США). Длина реки — 84 км. Площадь водосборного бассейна — 1264 км².
Река Джарбидж вытекает из озера Джарбидж, расположенного на высоте 2852 м в одноимённых горах в округе Элко, и течёт в северном направлении. На высоте 1519 м в реку Джарбидж впадает её правый приток Ист-Форк — это место находится в округе Овайхи, в 6,4 км от границы штатов Айдахо и Невада.
В некоторых источниках отрезок реки Джарбидж от её истока до места, где в неё впадает Ист-Форк, рассматривается как Уэст-Форк, и собственно рекой Джарбидж считается только её часть (длиной около 45 км), которая находится ниже слияния Ист-Форка (длина — 36 км) и Уэст-Форка (32 км). Затем Джарбидж течёт на северо-запад и впадает в реку Бруно на высоте 1130 м (по другим данным — 1128 м) над уровнем моря.
«Джарбидж» — название, происходящее из языка шошоне и означающее «дьявол». Индейцы считали, что близлежащие холмы населены привидениями.